# Макаров, Александр Юрьевич
Алекса́ндр Ю́рьевич Мака́ров (род. 24 апреля 1996, Ершов, Саратовская область) — российский футболист, полузащитник. Чемпион Европы 2013 года среди юношей не старше 17 лет.

## Биография
Воспитанник школы ершовского «Локомотива», первый тренер — Юрий Романович Лямх. Выступал в молодёжном составе ЦСКА на юношеских чемпионатах России. В 2016 году ЦСКА отдал Макарова в аренду в калининградскую «Балтику». 7 апреля 2016 года в матче против «Спартака-2» (1:1) Макаров на 56 минуте забил первый гол в профессиональной карьере. В июле 2016 на правах аренды перешёл в клуб ФНЛ «Тосно».
В составе ЦСКА дебютировал 25 июля 2017 года в первом матче третьего квалификационного раунда Лиги чемпионов 2017/18 — в гостевой игре против афинского АЕКа (2:0) вышел на замену на 87-й минуте. Второй матч за ЦСКА сыграл в 20 туре 10 декабря, выйдя на замену на 87-й минуте в гостевом дерби с московским «Спартаком» (0:3).
9 февраля 2018 вновь был отдан в аренду в «Тосно» до окончания сезона. 4 марта в гостевой игре 21 тура против «СКА-Хабаровск» (1:0) дебютировал в составе клуба.
В январе — феврале 2019 был на просмотре в тульском «Арсенале», в четырёх контрольных матчах забил один гол, но в феврале перешёл на правах аренды в курский «Авангард». В марте 2019 года в одном из матчей ФНЛ получил травму крестообразной связки колена и выбыл до конца сезона. 30 августа 2019 года было объявлено о трансфере Макарова в «Авангард». Через год он покинул клуб и завершил карьеру в 24 года.
В начале 2021 года стал тренером в ГБОУ ЦСО «Чертаново».

### Карьера в сборной
В юношеской сборной России провёл 18 игр и забил два гола. Вошёл в заявку на чемпионат Европы 2013 года, где сыграл все пять матчей. В полуфинале против Швеции сыграл только 62 минуты, уступив место на поле Рифату Жемалетдинову, а в финале против Италии вышел на поле на 41-й минуте вместо того же Жемалетдинова и в серии послематчевых пенальти реализовал свой удар, который помог сборной России выиграть чемпионат Европы.

## Стиль игры
Обладал хорошей технической подготовкой и отменным дриблингом, мог обыгрывать один в один.

## Статистика

### Клубная
| Выступление      | Выступление      | Выступление      | Лига | Лига | Кубки | Кубки | Еврокубки | Еврокубки | Итого | Итого |
| Клуб             | Лига             | Сезон            | Игры | Голы | Игры  | Голы  | Игры      | Голы      | Игры  | Голы  |
| ---------------- | ---------------- | ---------------- | ---- | ---- | ----- | ----- | --------- | --------- | ----- | ----- |
| ЦСКА             | Премьер-лига     | 2015/16          | 0    | 0    | 0     | 0     | 0         | 0         | 0     | 0     |
| → Балтика        | ФНЛ              | 2015/16          | 12   | 2    | 0     | 0     | —         | —         | 12    | 2     |
| → Балтика        | Итого            | Итого            | 12   | 2    | 0     | 0     | 0         | 0         | 12    | 2     |
| → Тосно          | ФНЛ              | 2016/17          | 16   | 4    | 2     | 0     | —         | —         | 18    | 4     |
| → Тосно          | Итого            | Итого            | 16   | 4    | 2     | 0     | 0         | 0         | 18    | 4     |
| ЦСКА             | Премьер-лига     | 2017/18          | 1    | 0    | 0     | 0     | 1         | 0         | 2     | 0     |
| ЦСКА             | Итого            | Итого            | 1    | 0    | 0     | 0     | 1         | 0         | 2     | 0     |
| → Тосно          | Премьер-лига     | 2017/18          | 1    | 0    | 0     | 0     | —         | —         | 1     | 0     |
| → Тосно          | Итого            | Итого            | 1    | 0    | 0     | 0     | 0         | 0         | 1     | 0     |
| Всего за карьеру | Всего за карьеру | Всего за карьеру | 30   | 6    | 2     | 0     | 1         | 0         | 33    | 6     |

## Достижения
«Тосно»
- Серебряный призёр Первенства ФНЛ: 2016/17
- Обладатель Кубка России: 2017/18

Сборная России (до 17 лет)
- Победитель чемпионата Европы среди юношей (до 17 лет): 2013